# フードゥー・マン・ブルース
『フードゥー・マン・ブルース』（Hoodoo Man Blues）は、アメリカ合衆国のブルース・ミュージシャン、ジュニア・ウェルズが1965年に発表した初のスタジオ・アルバム。

## 背景
ウェルズは1953年よりシカゴのマイナー・レーベルで録音活動を始め、1960年にはProfileというレーベルから発表したシングル「Little by Little」がR&Bチャート入りしたが、本作を発表するまでは、全米規模の知名度を得られていなかった。本作にはバディ・ガイがギターで全面参加しているが、デルマーク・レコード創設者であるプロデューサーのボブ・ケスターは、当時ガイがチェス・レコードと専属契約していたと誤解し、初回盤LPのクレジットでは「Friendly Chap」という変名で記載した。なお、1970年代の再発LPではガイの名前が明記されている。本作のレコーディング中、ガイのアンプが一時的に不調となったため、タイトル曲の録音では、ギターのシールドをハモンドオルガンのレスリー・スピーカーにつないで演奏した。
収録曲「Ships on the Ocean」は、クレジットではウェルズのオリジナル曲となっているが、実際にはマディ・ウォーターズの曲「Just to Be with You」の翻案で、タイトル曲はサニー・ボーイ・ウィリアムソンIの曲「Hoodoo Hoodoo」の翻案である。インストゥルメンタルの「Chitlin Con Carne」は、ジャズ・ギタリストのケニー・バレルのカヴァーで、バレルのオリジナル・ヴァージョンは、アルバム『ミッドナイト・ブルー』（1963年）で発表された。

## 評価・影響
本作はリリース当時、『ビルボード』の各種チャート入りを逃す結果となったが、長年かけて10万枚以上を売り上げ、デルマーク・レコードのアルバムとしては最大のヒットとなった。2008年にはグラミーの殿堂入りを果たした。Bill Dahlはオールミュージックにおいて5点満点中4.5点を付け「プロデューサーのボブ・ケスターは、ステージにおけるウェルズの気迫を、鮮烈に捉えてみせた」「エレクトリック・シカゴ・ブルースの愛好家にとっては必聴である」と評している。
ヒップホップ・グループのアレステッド・ディベロップメントは、1992年の楽曲「Mama's Always on Stage」で、本作収録曲「We're Ready」のサンプリングを使用した。

## 収録曲
特記なき楽曲はジュニア・ウェルズ作。
1. "Snatch It Back and Hold It" - 2:53
2. "Ships on the Ocean" - 4:08
3. "Good Morning Schoolgirl" (John Lee Willaimson) - 3:53
4. "Hound Dog" (Big Mama Thornton) - 2:10
5. "In the Wee Hours" (Junior Wells, Buddy Guy) - 3:45
6. "Hey Lawdy Mama" (Traditional) - 3:14
7. "Hoodoo Man Blues" - 2:06
8. "Early in the Morning" (Traditional) - 4:47
9. "We're Ready" (J. Wells, B. Guy) - 3:40
10. "You Don't Love Me, Baby" (Willie Cobbs) - 2:24
11. "Chitlin Con Carne" (Kenny Burrell) - 2:13
12. "Yonder Wall" (Traditional) - 4:07

### 2014年デラックス・エディション盤(Delmark 612)ボーナス・トラック
1. "Studio Chatter 1" - 0:11
2. "I Ain't Stranded" (B. Guy) - 3:06
3. "Studio Chatter 2" - 0:05
4. "In the Wee Wee Hours, Alternate" - 4:30
5. "Studio Chatter 3" - 0:09
6. "Hoodoo Man Blues, Alternate" - 2:49
7. "Studio Chatter 4" - 0:06
8. "Chitlins Con Carne, Alternate" (K. Burrell) - 3:11
9. "Studio Chatter 5" - 0:35
10. "Yonder Wall, Alternate Take 7" (Traditional) - 2:07
11. "Studio Chatter 6" - 1:00
12. "Yonder Wall, Alternate Take 11" (Traditional) - 2:33
13. "Studio Chatter 7" - 0:32
14. "Yonder Wall, Alternate Take 13" (Traditional) - 2:11

## 参加ミュージシャン
- ジュニア・ウェルズ - ボーカル、ハーモニカ
- バディ・ガイ - ギター
- ジャック・マイヤーズ - ベース
- ビル・ウォーレン - ドラムス